# Hedåsstrand en Hedåsen
Hedåsstrand en Hedåsen (Zweeds: Hedåsstrand och Hedåsen) is een småort in de gemeente Sandviken in het landschap Gästrikland en de provincie Gävleborgs län in Zweden. De plaats heeft 86 inwoners (2005) en een oppervlakte van 19 hectare. Het småort bestaat uit twee plaatsen: Hedåsstrand en Hedåsen. Het småort ligt op een schiereiland gelegen in het meer Storsjön, het småort grenst ook direct aan dit meer. Voor de rest bestaat de directe omgeving van het småort uit bos. De stad Sandviken ligt slechts anderhalf kilometer ten noorden van Hedåsstrand en Hedåsen.